# Santa Cecília de Ragort
Santa Cecília de Ragort és una obra del municipi de Vallfogona de Ripollès (Ripollès) inclosa en l'Inventari del Patrimoni Arquitectònic de Catalunya.

## Descripció
Es tracta d'una petita ermita d'una sola nau amb arc triomfal des d'on comença l'absis. La part de l'absis es troba una mica enlairada per dos graons molt separats. La volta de pedra és una mica apuntada. Sobre el mur sud de la nau restà l'obertura, avui dia tapiada de l'antiga porta. La porta actual s'obre a ponent; tenim al damunt de la façana un campanar d'espadanya, que es veu sobreafegit. L'ermita es troba abandonada i quasi en ruïnes. Al damunt de la teulada a on manquen aquestes, han crescut arbres, que han introduït les seves arrels per la volta i els murs, fent perillar l'estabilitat de les estructures pontades. La volta en algun punt ja es troba prenyada amb el consegüent perill que comporta.

## Història
Santa Cecília de Ragort s'aixecà al segle xii, al segle xv, per efectes del terratrèmol que va afectar tota la comarca, va quedar molt perjudicada, i al segle xvii, tornava a ser en ruïnes; restaurada posteriorment, ha resistit fins als nostres dies, en què es troba molt malmenada i a punt d'enfonsar-se. A principis del segle, es feien aplecs, que eren molt concorreguts per la gent del poble i de tota la Vall